# Vasilij Berezuckij
Vasilij Vladimirovič Berezuckij (rusky Василий Владимирович Березуцкий; * 20. června 1982, Moskva, Sovětský svaz) je bývalý ruský fotbalový obránce. Účastník EURA 2008, Mistrovství světa 2014 v Brazílii a EURA 2016 ve Francii.
Jeho bratr–dvojče Alexej Berezuckij je také fotbalovým obráncem a hráčem CSKA Moskva.

## Klubová kariéra
Berezuckij hrál v Rusku profesionálně nejprve za FK Torpedo-ZIL. V roce 2002 odešel do celku CSKA Moskva. S CSKA získal řadu trofejí, mj. v ruské lize, ruském poháru a také v Poháru UEFA v sezóně 2004/05.

## Reprezentační kariéra
Berezuckij debutoval v A-mužstvu Ruska 7. 6. 2003 v kvalifikačním zápase v Basileji proti domácímu týmu Švýcarska (remíza 2:2).
Zúčastnil se EURA 2008 v Rakousku a Švýcarsku, kde ruská sborná postoupila do semifinále.

Evropského šampionátu EURO 2012 v Polsku a na Ukrajině se nezúčastnil kvůli zranění.

### MS 2014
Italský trenér Ruska Fabio Capello jej vzal na Mistrovství světa 2014 v Brazílii, kde Rusko obsadilo se dvěma body nepostupové třetí místo v základní skupině H.

### EURO 2016
Trenér Leonid Sluckij jej zařadil do závěrečné 23členné nominace na EURO 2016 ve Francii, kde Rusko obsadilo se ziskem jediného bodu poslední čtvrté místo v základní skupině B. Berezuckij odehrál na turnaji všechny tři zápasy svého týmu ve skupině B.